# Spiritualized
Gli Spiritualized sono un gruppo rock inglese formatosi nel 1990 a Rugby da Jason Pierce, soprannominato "J. Spaceman", a seguito dello scioglimento del suo precedente gruppo, gli Spacemen 3.
La formazione della band è cambiata più volte nel corso della loro carriera, attorno alla figura centrale di Jason Pierce.
Gli Spiritualized hanno realizzato nove album in studio, fra cui Ladies and Gentlemen We Are Floating in Space, vincitore del premio "miglior album dell'anno" di NME, a cui hanno partecipato musicisti del calibro del Balanescu Quartet, del London Community Gospel Choir e di Dr. John.

## Storia del gruppo
Dopo la fine del progetto Spacemen 3, inizia la storia del gruppo Spiritualized. Jason Pierce tiene due elementi dell'ex gruppo, ossia il bassista Will Carruthers ed il batterista Jon Mattock, ed aggiunge alle tastiere la sua fidanzata, Kate Radley.
Le prime pubblicazioni sono rappresentate da Anyway That You Want Me, cover dei Troggs, e dal brano di 13 minuti Feel So Sad. Questi lavori vengono apprezzati e fanno da apripista all'album Pure Phase (primo album pubblicato dalla Arista, dopo l'esordio Lazer Guided Melodies, pubblicato dalla Dedicated a causa di un problema con l'altra etichetta), pubblicato nel 1995. A questo disco collabora il quartetto d'archi Balanescu Quartet. Nel corso della formazione del gruppo, la line-up subisce numerosi mutamenti, compreso l'abbandono di Kate, sostituita da Tim Jeffers.
Nel 1997 esce Ladies and Gentlemen We Are Floating in Space, a cui fa seguito il disco doppio Royal Albert Hall October 10, 1997 (live) che esce alla fine del 1998.
L'anno seguente Pierce licenzia Cook, Reece e Mike Mooney, mentre la Radley si allontana per un certo periodo dopo il matrimonio con Richard Ashcroft, ai tempi cantante dei The Verve. Soltanto il sassofonista Ray Dicktay ed il tastierista Thighpaulsandra rimangono nella band.
Pierce recluta altri musicisti e nel frattempo scrive il nuovo materiale che confluisce nell'album Let It Come Down (2001). Nel 2003 esce Amazing Grace, mentre Songs in A&E viene pubblicato nel maggio 2008.
Quattro anni dopo la band ritorna con il suo settimo lavoro in studio, Sweet Heart Sweet Light (2012), composto durante il periodo di convalescenza del cantante. Il disco si avvicina a sonorità più pop.

## Formazione
- Jason Pierce
- Thomas Wayne
- Tom Edwards
- Doggen
- Thighpaulsandra
- John Coxon
- Kevin 'Kevlar' Bales

## Discografia

### Album in studio
- 1992 - Lazer Guided Melodies
- 1995 - Pure Phase
- 1997 - Ladies and Gentlemen We Are Floating in Space
- 2001 - Let It Come Down
- 2003 - Amazing Grace
- 2008 - Songs in A&E
- 2012 - Sweet Heart Sweet Light
- 2018 - And Nothing Hurt
- 2022 - Everything Was Beautiful

### Album live
- 1993 - Fucked Up Inside
- 1998 - Royal Albert Hall October 10, 1997

### Raccolte
- 2002 - The Complete Works: Volume One
- 2008 - The Complete Works: Volume Two